# كلاوديو كوراللي
كلاوديو كوراللي (بالإيطالية: Claudio Coralli)‏ (1 مارس 1983 في إيطاليا - ) هو لاعب كرة قدم إيطالي في مركز الهجوم. لعب مع نادي إمبولي ونادي سيتاديلا ونادي كريمونيسي ونادي لوكيزي ويو أس بركوليتزه 1932 وإيه أس بيتزاغيتوني وSSD Tivoli Calcio 1919 ‏ وAC Meda 1913 ‏.

## وصلات خارجية
- كلاوديو كوراللي على موقع قاعدة بيانات كرة القدم.إي يو (الإنجليزية)
- كلاوديو كوراللي على موقع Soccerway.com (الإنجليزية)
- كلاوديو كوراللي على موقع عالم كرة القدم.نت (الإنجليزية)